# Toyota Corolla Altis
Der Toyota Corolla Altis oder Toyota Altis wurde im Februar 2003 erstmals aufgelegt und wird seither in vielen Ländern produziert. Entwickelt wurde das Fahrzeug auf Basis des Corolla E120, speziell für preisgünstige Märkte und Entwicklungsländern. Doch das Modell ließ sich nur in Südostasien erfolgreich verkaufen. In Japan rangierte der Corolla Altis als billige Alternative neben der gewöhnlichen Corolla-Baureihe.

## Modellübersicht

### Erste Generation
Als billigere Alternative zu der normalen Corolla-Modellserie etablierte Toyota im Februar 2003 den Corolla Altis. Besonders im südostasiatischen Raum zeigte sich das Modell rasch großer Beliebtheit und verdrängte sogar in einigen Ländern seinen teureren Bruder. 

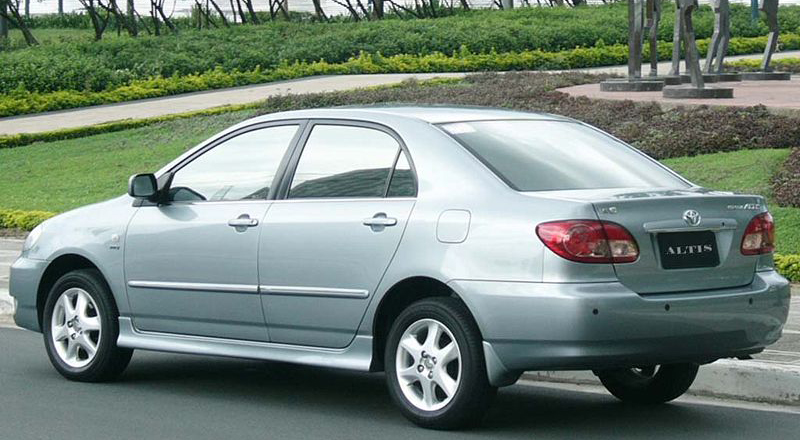
Toyota Corolla Altis

Folgende Motorisierungen standen zur Auswahl:
- Benziner: 1,3 (64 kW/87 PS); 1,5 (81 kW/110 PS); 1,8 (92 kW/125 PS)
- Diesel: 2,2 (? PS)

Auf den verschiedenen Märkten unterscheiden sich die Modelle erheblich. Waren in Indonesien ABS, ESP, Radio mit CD-Spieler und Lederausstattung bereits Standard, so war dies in Südamerika und einigen anderen Ländern nur optional. Unterschiede gibt es auch bei den verwendeten Fahrzeugteilen. Die Rücklichter jeder Manufaktur sind vollkommen anders. Ebenfalls bei den Frontscheinwerfern gibt es erhebliche Unterschiede. Einzige Konstante bei den Modellen war lediglich die Motorenpalette. Der Corolla Altis wurde auch gelegentlich durch neue Stilelemente und neue Extras aufgefrischt.
In Japan wurde der Altis bei der Modellerneuerung durch den Corolla Axio ersetzt. In der Volksrepublik China war das Modell nach wie vor sehr beliebt, sodass FAW die Produktion schließlich unter dem separaten Modellnamen Corolla EX aufnahm, der neben dem aktuellen Corolla (Importmodell aus Japan) rangiert.

### Zweite Generation
2007 kam die neue Generation des Corolla Altis auf den Markt. In Afrika, Südamerika und auch in einigen Regionen des Nahen Ostens ist der Import der vorherigen Generation gescheitert. So wird auf diesen Märkten der normale Corolla wieder angeboten. Bei den Werken, die die Modellreihe des Corolla Altis beibehalten haben zeigt sich dieser immer noch als einer der beliebtesten Modelle im Segment. Auch weiterhin bleiben die großen Unterschiede mit den Modellvarianten bestehen und sind abhängig vom Produktionsstandort.
Folgende Motorisierungen stehen zur Auswahl:
- 3ZZ-FE mit einem Hubraum von 1598 cm³ und einer Leistung von 80 kW/109 PS (Malaysia, Philippinen, Singapur, Thailand und Republik China)
- 1ZZ-FE mit einem Hubraum von 1794 cm³ und einer Leistung von 96 kW/130 PS (Pakistan und Vietnam)
- 1ZZ-FE mit einem Hubraum von 1794 cm³ und einer Leistung von 97 kW/132 PS (Indien, Malaysia, Singapur, Thailand und Republik China)
- 1ZZ-FE mit einem Hubraum von 1794 cm³ und einer Leistung von 105 kW/143 PS (Indonesien)